# Bolinder-Munktell

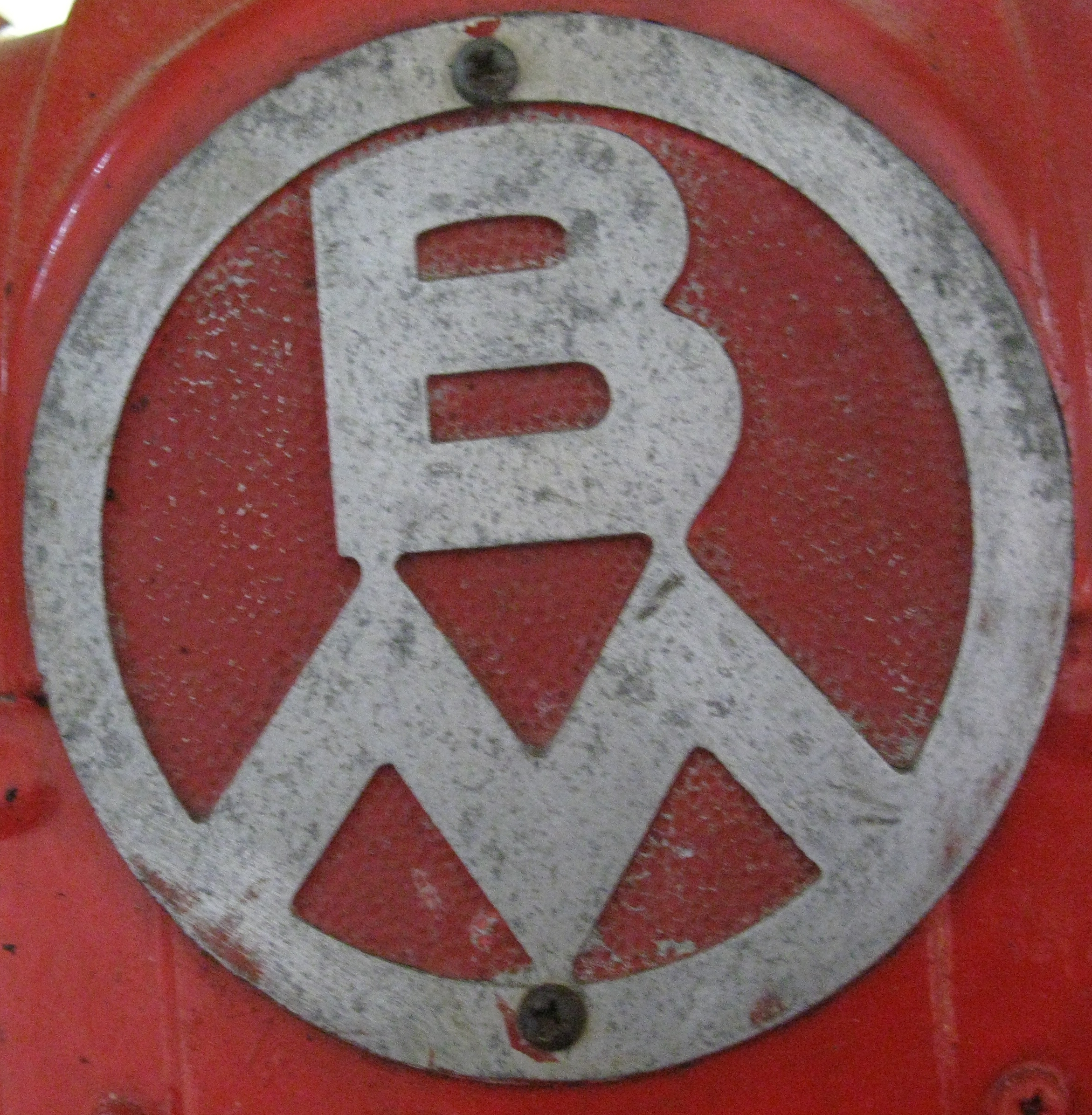
logotipo da BM

Bolinder-Munktell (BM) foi um fabricante de tratores sueco. A BM também fabricou equipamentos para engenharia civil, máquinas florestais, equipamentos para fábricas de borracha, entre outras linhas.

## História
A Bolinder-Munktell foi criada em 1932 depois da fusão das empresas: Munktells Mekaniska Verkstad AB e a J. & CG Bolinders Mekaniska Verkstad AB. 

### Munktells
A Munktells Mekaniska Verkstad AB era uma empresa de manutenção e engenharia de equipamentos pesados criada em 1832 pelo empresário Johan Theofron Munktell na cidade de Eskilstuna. No início do século XX, passou a fabricar tratores, quando em 1913 lançou o modelo 30-40 de 8.3000 kg e potência de 40 cv. Para este modelo foi produzido 31 unidades entre 1913 e 1915. O modelo foi substituído pelo 20-24, lançado em 1916, com 4.200 kg com 24 cv.

### Bolinders
A J. & CG Bolinders Mekaniska Verkstad AB era um fabricante de motores marítimos criada em 1845 pelos engenheiros Jean e Carl Gerhard Bolinde com sede em Estocolmo. A Bolinder, na década de 1920, possuía 80% do mercado mundial de motores náuticos e também fabricava motores "semi-díesel" e os "hot-bulb engine".

### BM
Com a fusão, a BM fixou sua sede na cidade de Eskilstuna e lançou o primeiro trator em 1932 com o modelo Munktells 25, também denominado de BM 2.
Na Segunda Guerra Mundial, a empresa concentrou quase toda a sua produção na fabricação de motores para aeronaves.

### Volvo
Em 1950, a BM foi comprada pela Volvo mas continuou como uma empresa independente, fabricando equipamentos com as marcas Bolinder-Munktell e Volvo. No final de década de 1950, as marcas foram agrupadas e todos os equipamentos passaram a ser comercializados como BM Volvo. Em 1973, a empresa mudou o nome para Volvo BM AB e em 1995 a divisão BM AB foi transformada na Volvo Construction Equipment.

## Galeria de imagens

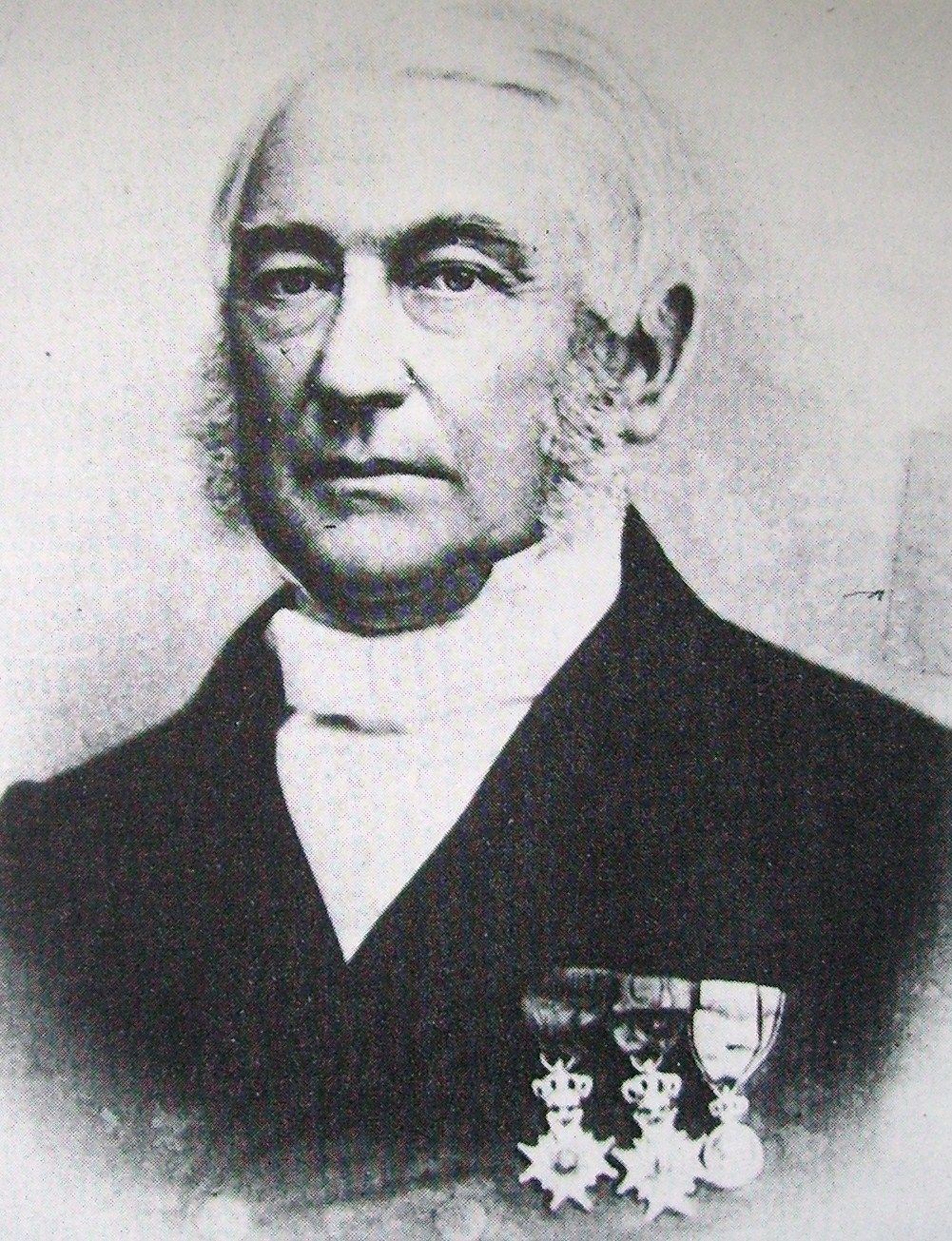
Um dos fundadores - Theofron Munktell
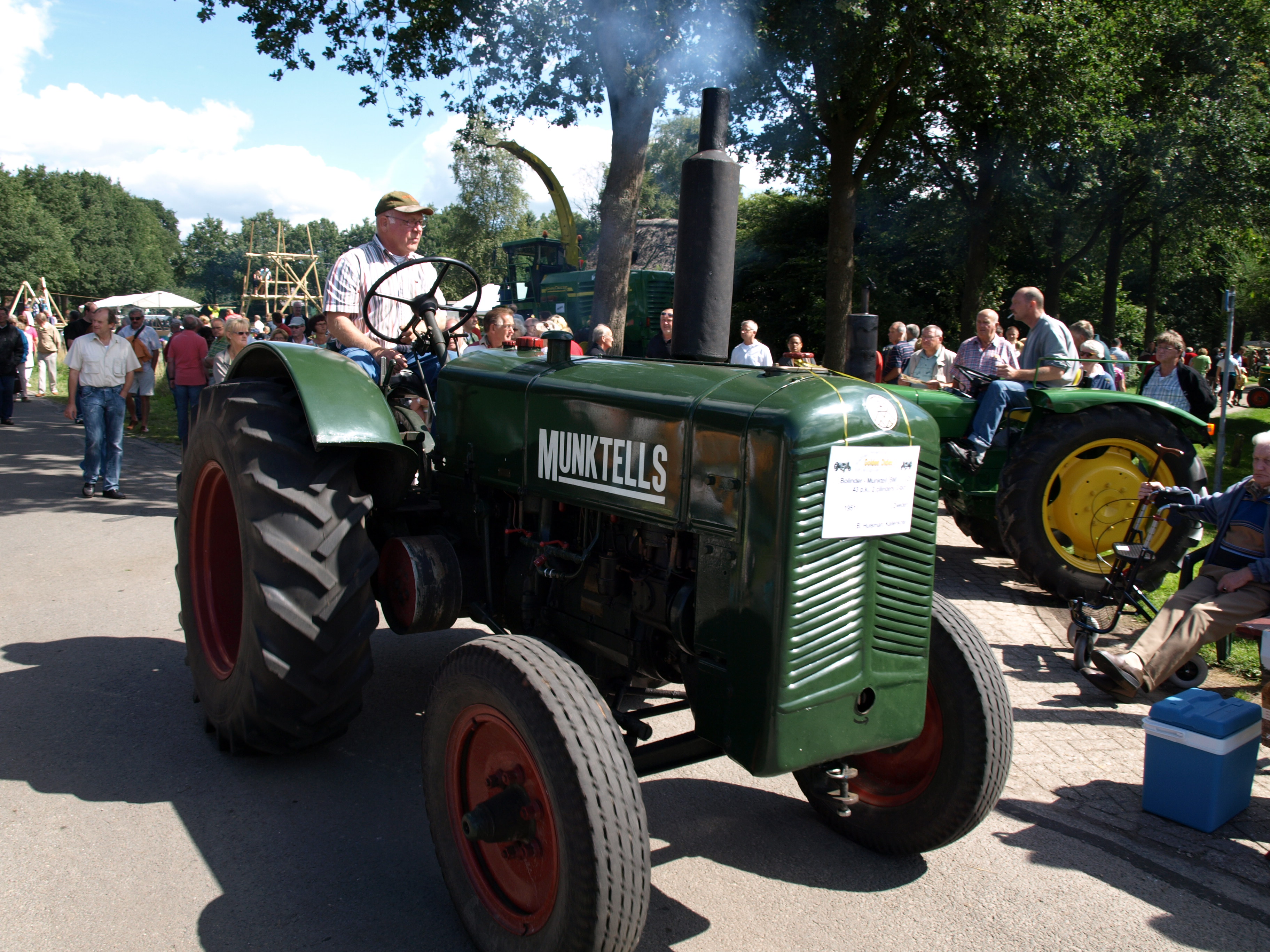
Trator BM ano 1951
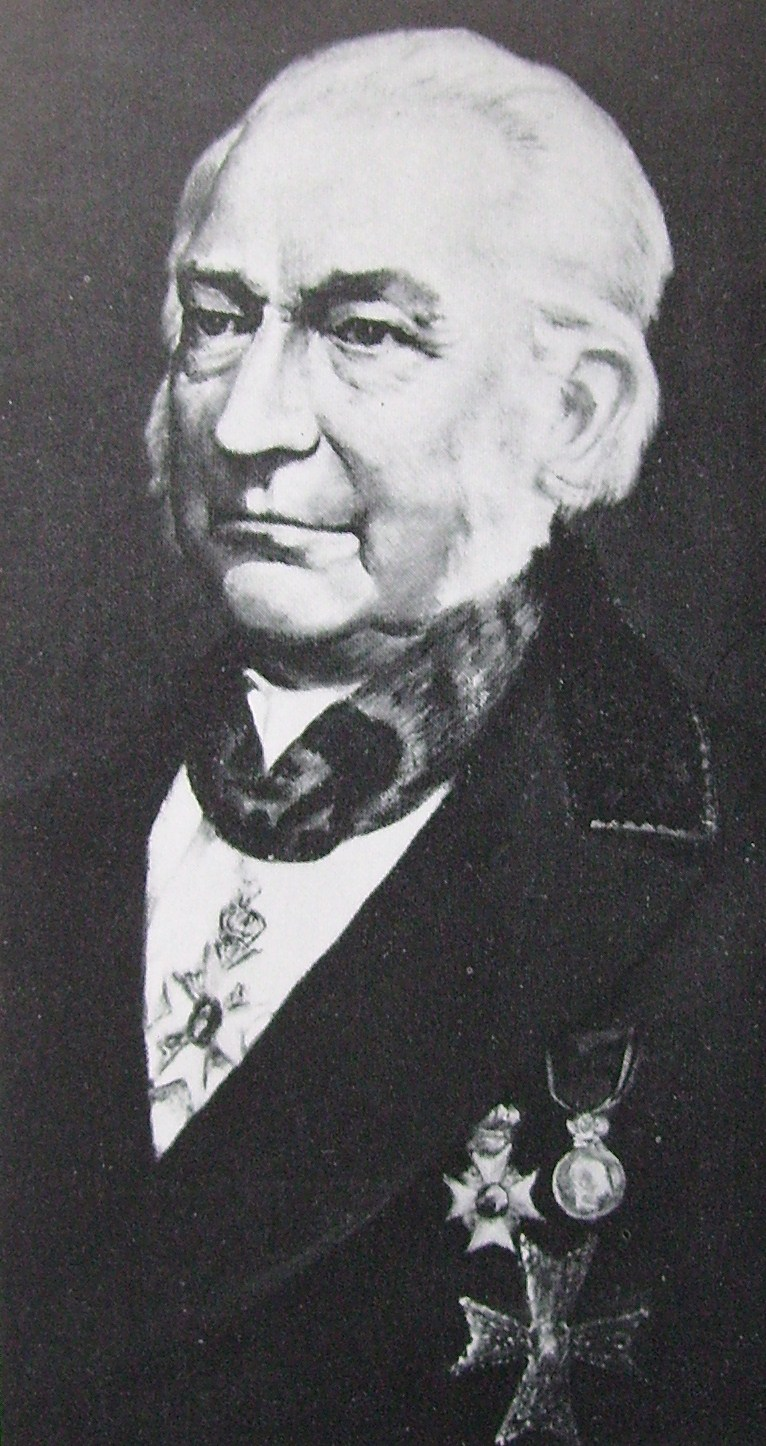
Um dos fundadores - Carl Gerhard Bolinder